# 조선의 별
〈조선의 별〉은 일제강점기인 1928년 10월에 시인 김혁이 김일성을 위한 시를 짓고 여기에 곡조까지 붙인 노래이다.
10대 시절부터 지린에서 공산주의 청년 운동에 뛰어든 김일성에게는 김혁과 차광수 등의 동지가 있었다. 이들은 당시 김성주라는 본명을 사용하던 김일성을 '한별'이라고 부르면서 지도자로 옹립하였고, 김일성에 대한 흠모의 마음을 표현한 이 노래를 창작하고 널리 보급하기로 했다. 이때 김일성은 자신을 별에 비기고 노래까지 짓는다며 동료들을 꾸짖었다.
"조선의 밤하늘에 새별이 솟아/ 삼천리 강산을 밝게도 비치네"로 시작되는 가사는 짓밟힌 조선에도 동이 트리라는 희망적인 내용을 담고 있다. 어두운 조선의 밤하늘에 빛나는 별과 같은 김일성을 중심으로 단결하고 높이 받들면서 혁명에 바친 마음 변치말자는 다짐이 주제이다. 일제에 대해서는 "간악한 강도 일제"라고 표현하고 있다.
조선민주주의인민공화국에서는 '불멸의 혁명송가'로 불리면서 수령형상창조 예술의 맹아적 형태이자 혁명송가라는 장르의 시원으로서 높이 평가한다. 웅장하면서도 소박한 예술적 성취와 더불어, 인민이 김일성에게 사랑과 존경을 담아 바친 첫 노래라는 점과 수령결사옹위 정신의 결정체라는 점이 높은 평가를 받게 하는 요소이다. 수령의 혁명활동이 개시되는 이른 시기에 수령형상창조 작품이 거의 동시에 출현한 것은 세계사적으로 류례가 없다는 점도 강조된다.
1980년대에 김일성을 주인공으로 한 동명의 영화로도 제작되었다. 이 영화는 〈조선의 별〉이 처음 만들어지고 보급된 1920년대 후반부터 1930년대까지가 시대적 배경이며 김혁, 차광수, 서정애, 박도범 등 당시의 동지들이 등장한다.

## 참고자료
- 김일성 (1992). 〈제1부 항일혁명편, 4장 새로운 진로를 탐색하던 나날에 - 6. 혁명시인 김혁〉. 《세기와 더불어》. 평양: 조선로동당출판사.
- 이명자 (2005년 8월 30일). “완전한 사회주의의 이상 <조선의 별> - 사실과 허구의 경계 그리고 결합”. 컬처뉴스.